# Президентские выборы в Мали (2013)
Президентские выборы в Мали прошли 28 июля и 11 августа 2013 года. Ибрагим Бубакар Кейта был избран президентом Мали.

## История
По Конституции 1992 года выборы в Мали должны были пройти в 2012 году. Первый тур планировалось провести 29 апреля, второй тур — 13 мая. Совместно с 1-м туром выборов должен был пройти референдум по поправкам к Конституции.
Выборы совпадали с окончанием второго и последнего срока президента Амаду Тумани Туре. На пресс-конференции 12 июня 2011 года Туре объявил о том, что он не собирается выдвигать свою кандидатуру в президенты.

### Восстание и военный переворот
В 2012 году туареги и близкие к ним группы северного малийского региона Азавад под флагом Национального движения за освобождение Азавада подняли восстание на севере страны. Начальный этап восстания сложился в пользу туарегов, которые получили вооружение, включая тяжёлое оружие, в результате возвращения туарегских легионеров Муаммара Каддафи после гражданской войны в Ливии и его свержения. При этом малийская армия жаловалась на плохую подготовку, не позволяющую ей бороться с восставшими, получившими ливийское вооружение. В результате недовольства в армии 21 марта 2012 года в Мали произошёл военный переворот. Лидеры переворота объявили о прекращении действия Конституции и арестовали министров правительства. Выборы были отменены, хотя было обещано, что в будущем выборы будут проведены и контроль будет передан гражданскому правительству.
После переворота туарегские повстанцы значительно продвинулись и захватили три крупнейших города на севере страны. 1 апреля 2012 года под давлением Экономического сообщества стран Западной Африки (ЭКОВАС) лидер хунты капитан Амаду Саного заявил, что Конституция будет восстановлена. После экономических санкций и блокады со стороны стран ЭКОВАС было достигнуто соглашение между президентом Буркина-Фасо Блезом Компаоре, действовавшего от имени ЭКОВАС, с Саного о том, что последний передаёт власть Дионкунде Траоре, который будет исполнять обязанности президента до выборов.

## Выборы
Выборы были намечены на конец июля 2013 года и состоялись 28 июля. К ним было допущено местным ЦИК 27 кандидатов. В них приняло участие около 49% избирателей.

### Первый тур
По его результатам, во второй тур вышли экс-премьер Мали Ибрагим Бубакар Кейта и бывший председатель Экономического и валютного союза Западной Африки Сумайла Сиссе. По результатам первого тура Ибрагим Бубакар Кейта набрал 39,7 % голосов избирателей. У Сумайла Сиссе оказалось 19,7 % голосов избирателей. Набрав менее 10 % голосов избирателей третье место занял Драмане Дембеле. Около 5 % голосов получил занявший четвёртое место Модибо Сидибе. Остальные кандидаты набрали незначительное количество голосов.

### Второй тур
Второй тур состоялся 11 августа и уже вечером следующего дня Сумайла Сиссе признал своё поражение и поздравил с победой своего соперника Ибрагима Бубакар Кейта. Официальные данные были объявлены 15 августа. Новым Президентом Мали избран Ибрагим Бубакар Кейта, который набрал 77,61 % голосов избирателей.